# Sielsowiet Zalesie (obwód witebski)
Sielsowiet Zalesie (biał. Залескі сельсавет, Zaleski sielsawiet; ros. Залесский сельсовет) – sielsowiet na Białorusi, w obwodzie witebskim, w rejonie głębockim, z siedzibą w Zalesiu.

## Demografia
Według spisu z 2009 sielsowiet Zalesie zamieszkiwało 1165 osób, w tym 1116 Białorusinów (95,79%), 33 Rosjan (2,83%), 6 Polaków (0,52%), 5 Niemców (0,43%) i 5 osób innych narodowości.
Do 2019 liczba ludności spadła do 802 osób. Największymi miejscowościami były wówczas Zaprudzie (164 mieszkańców), Kopylszczyzna (148 mieszkańców), Łuczajka (116 mieszkańców) i Zalesie (91 mieszkańców). Liczba ludności żadnej z pozostałych miejscowości nie przekraczała 74 osób.

## Geografia i transport
Sielsowiet geograficznie położony jest na Pojezierzu Białoruskim, a historycznie na Wileńszczyznie, w północnej części rejonu głębockiego.
Przez sielsowiet przebiegają tylko drogi lokalne.

## Miejscowości
- wsie:

| - - Borsuki - Buszyki - Czeronka - Dylewicze - Karpiki | - - Kasperowszczyzna - Kopylszczyzna - Krawce - Letniki - Łaskie | - - Łuczajka - Makowie - Malinówka - Połowica - Soroki | - - Soryki - Sosnówka - Szyłowo - Worobie - Zaborce | - - Zahorze - Zalesie - Zaprudzie - Zarubczyki - Zubki |

- chutory:
  - Bierozowiki
  - Brujki
  - Kamionka
  - Stryjewszczyzna
  - Zaozierce